# سدان

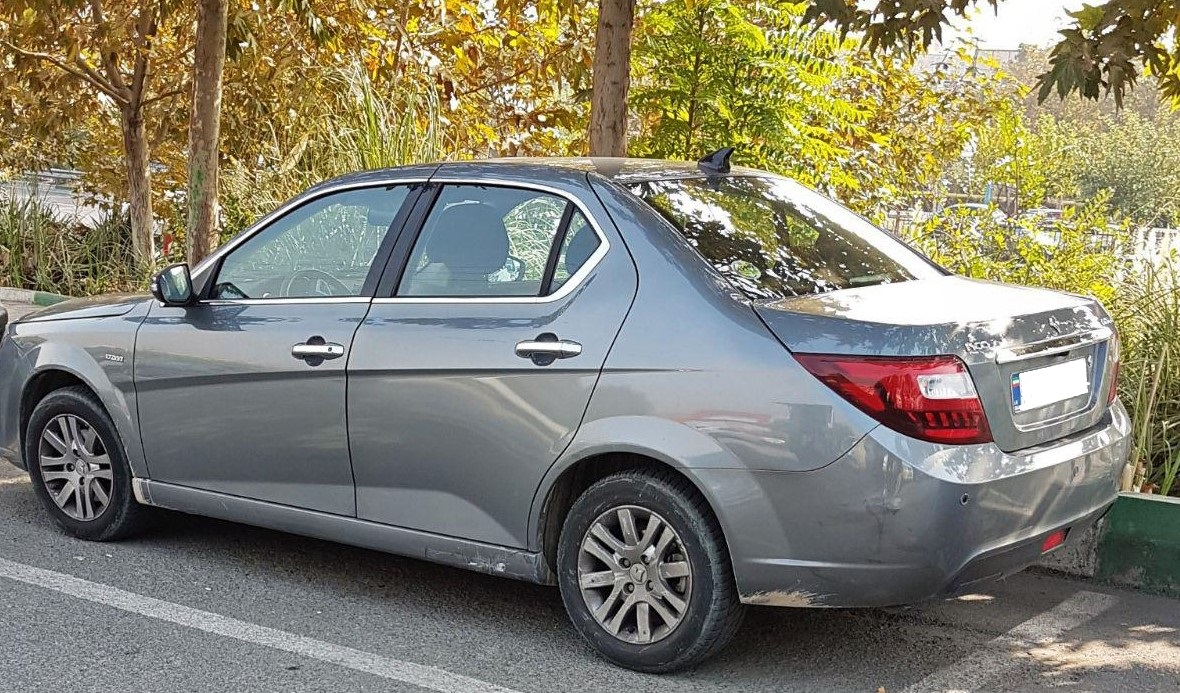
دنا پلاس نمونه‌ای از یک خودروی سدان است

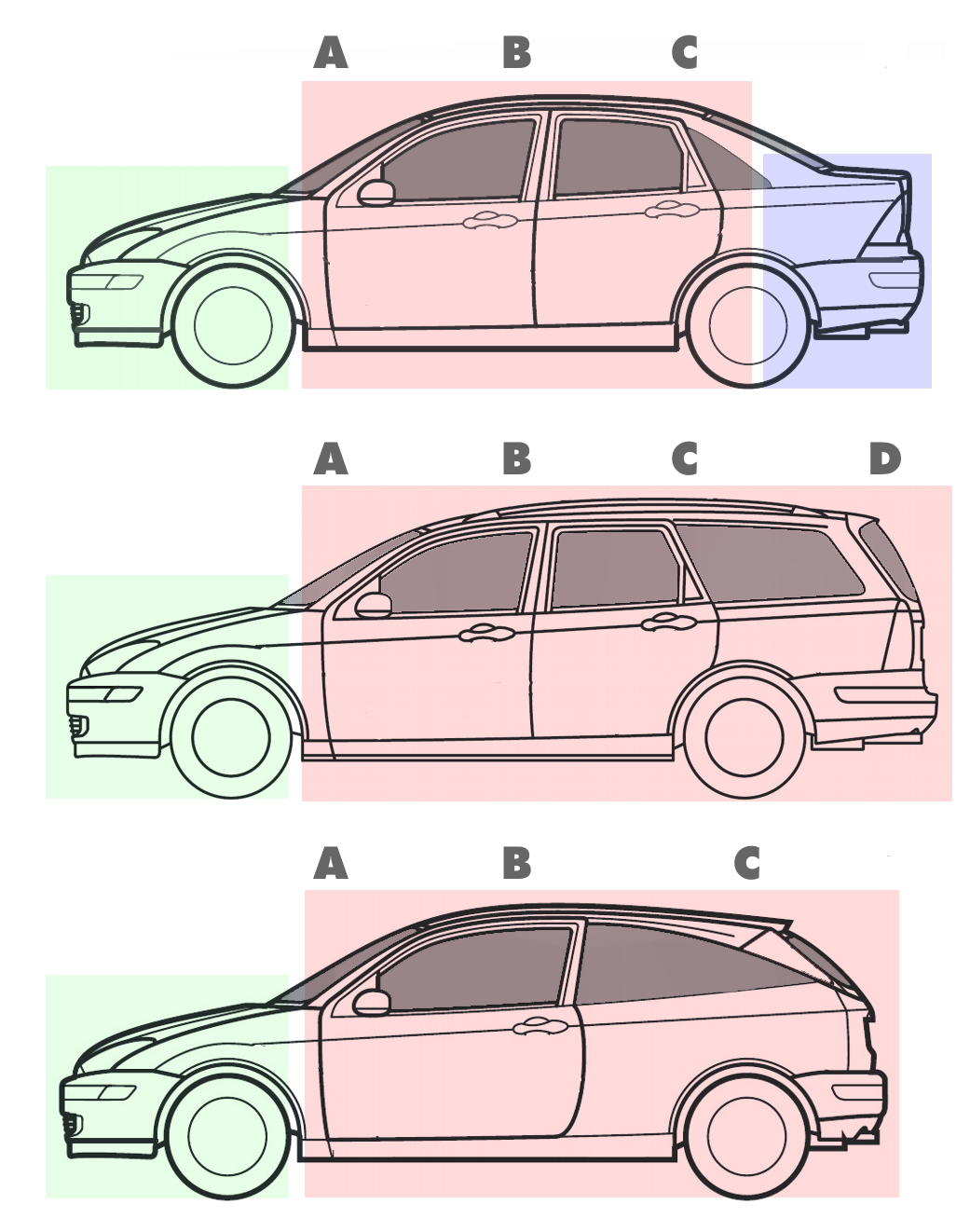
سه نوع بدنه بر اساس ستون و جعبه: سدان: سه جعبه، سه ستون استیشن واگن: دو جعبه، چهار ستون هاچ‌بک: دو جعبه، سه ستون

سدان (به انگلیسی: Sedan) به خودروهای سواری معمولی یا اصطلاحاً صندوقدار می‌گویند که دارای سقف ثابت، صندوق عقب مجزا و دو ردیف صندلی بوده و می‌تواند دو یا چهار در داشته باشد. سدان متداول‌ترین شکل طراحی بدنه خودرو است.

## برخی از سدان‌های موجود در بازار ایران
- سمند
- پژو آردی
- پژو ۲۰۶ اس‌دی
- پژو ۴۰۵
- پژو پارس
- کیا ریو
- پراید
- تیبا
- سایپا ساینا
- نیسان ماکسیما
- پیکان
- مزدا ۳۲۳
- سیتروئن سی۵
- رنو مگان
- ال۹۰
- هیوندای ورنا
- هیوندای آوانته
- رانا
- سایپا شاهین
- ایران‌خودرو تارا
- برلیانس اچ۳۳۰